# 亞倫·根寧咸
亞倫·根寧咸爵士（英語： GCMG，KCB，DSO，MC；1887年5月1日—1983年1月30日），英國陸軍上將，末任巴勒斯坦託管地高級專員。其兄為海軍元帥安德魯·根寧咸。
根寧咸生於都柏林，於車特咸書院接受教育，後參加第二次世界大戰，在東非戰役中戰勝意大利法西斯軍隊。
1945年10月30日，根寧咸晉升為上將，同年獲委任為巴勒斯坦託管地高級專員。在任內，他領導打擊猶太準軍事組織哈加拿、伊爾貢及萊希。
1946年10月，根寧咸退役並放棄巴勒斯坦託管地三軍總司令職務。
1948年5月，英國託管期結束，根寧咸隨之卸任，於海法港取下英國國旗。
1983年1月30日，根寧咸爵士在英格蘭根德郡皇家唐橋井去世，享年95歲。他與父母合葬於蘇格蘭的迪恩墳場。

## 榮譽
- 聖米迦勒及聖佐治爵級大十字勳章（1948年）
- 巴芙爵級司令勳章（1941年；同年早些時候曾獲三等勳章）
- 傑出服務勳章（1918年）
- 軍功十字勳章（1915年）[4]